# 邢台银行
邢台银行股份有限公司，簡稱邢台銀行、邢银，总部位于中国河北省邢台市，成立于2007年1月，名称最初为邢台市商业银行，或者邢台市商業銀行股份有限公司，属地方性城市商业银行。2010年9月，更名为邢台银行，并启用新行标。現時在邢台市内设有51个营业据点，并于保定市、廊坊市、衡水市及邯郸市设立域外分行及25个营业据点。此外，该行和東莞銀行為戰略伙伴。

## 外部連結
- 邢台銀行股份有限公司 （页面存档备份，存于）